# Давид ди Донателло 2023
68-я ежегодная церемония вручения премии «Давид ди Донателло» итальянской Академии итальянского кино за достижения в итальянском кинематографе за 2022 год состоялась 10 мая 2023 в Studi Lumina, Риме, Италия.

## Кандидаты и победители

### Лучший фильм
- Восемь гор, режиссёр Феликс Ван Грунинген и Шарлотта Вандермерш
- Ночь на улице, режиссёр Марко Беллоккьо
- Повелитель муравьёв, режиссёр Джанни Амелио
- Странность, режиссёр Роберто Андо
- Ностальгия, режиссёр Марио Мартоне

### Лучший режиссёр
- Марко Беллоккьо — Ночь на улице
- Джанни Амелио — Повелитель муравьёв
- Роберто Андо — Странность
- Феликс Ван Грунинген и Шарлотта Вандермерш — Восемь гор
- Марио Мартоне — Ностальгия

### Лучший режиссёрский дебют
- Джулия Штайгервальт — Сентябрь
- Каролина Кавалли — Аманда
- Жасмин Тринка — Марсель
- Никколо Фальсетти — На всю катушку
- Винченцо Пирротта — Spaccaossa

### Лучший оригинальный сценарий
- Роберто Андо, Уго Кити и Массимо Гаудиозо — Странность
- Джованни Ди Грегорио и Марко Петтенелло — Астольфо
- Сузанна Никкьярелли — Кьяра
- Марко Беллоккьо, Стефано Бисес, Людовика Рампольди и Давид Серино — Ночь на улице
- Джанни Амелио, Edoardo Petti e Federico Fava — Повелитель муравьёв
- Эмануэле Криалезе, Франческа Маньери и Витторио Морони — Необъятность

### Лучший адаптированный сценарий
- Феликс Ван Грунинген и Шарлотта Вандермерш — Восемь гор
- Сальваторе Мереу — Bentu
- Массимо Гаудиозо и Ким  Росси Стюарт — Brado
- Франческа Аркибуджи, Лаура Паолуччи и Франческо  Пикколо — Лучшая жизнь
- Марио Мартоне и Ипполита Ди Маджо — Ностальгия

### Лучший продюсер
- Анджело Барбагалло для Bibi Film, Аттилио Де Радза для Tramp Limited c Medusa Film и Rai Cinema — Странность
- Лоренцо Мьели для The Apartment и Симоне Гаттони для Kavac Film — Ночь на улице
- Wildside, Rufus, Menuetto, Pyramide Productions, Vision Distribution при содействии с Elastic, при участии Canal+ и Cine+ в сотрудничестве с Sky — Восемь гор
- Medusa Film, Мария Каролина Терци, Лучиано Стелла и Карло Стелла для Mad Entertainment, Роберто Сесса для Picomedia и Анхело Лаудиса для Rosebud Entertainment Pictures — Ностальгия
- Карла Алтери и Роберто Де Паолис для Young Films и Никола Джулиано, Франческа Чима, Карлотта Калори и Виола Престьери для Indigo Film с Rai Cinema — Принцесса

### Лучшая актриса
- Барбара Рончи — Сентябрь
- Маргерита Буй — Ночь на улице
- Пенелопа Крус — Необъятность
- Клаудия Пандольфи — Засуха
- Бенедетта Поркароли — Аманда

### Лучший актёр
- Фабрицио Джифуни — Ночь на улице
- Алессандро Борги — Восемь гор
- Сальво Фикарра и Валентино Пиконе — Странность
- Луиджи Ло Кашио — Повелитель муравьёв
- Лука Маринелли — Восемь гор

### Лучшая актриса второго плана
- Эмануэла Фанелли — Засуха
- Джулия Андо — Странность
- Джованна Меццоджорно — Аманда
- Даниэла Марра — Ночь на улице
- Аврора Кваттрокки — Ностальгия

### Лучший актёр второго плана
- Франческо Ди Лева — Ностальгия
- Элио Джермано — Повелитель муравьёв
- Фаусто Руссо Алези — Ночь на улице
- Тони Сервилло — Ночь на улице
- Филиппо Тими — Восемь гор

### Лучший оператор
- Рубен Импенс — Восемь гор
- Франческо Ди Джакомо — Ночь на улице
- Джованни Маммолотти — I racconti della domenica
- Маурицио Кальвези — Странность
- Паоло Карнера — Ностальгия

### Лучшая музыка для фильма
- Стефано Боллани — Il pataffio
- Фабио Массимо Капогроссо — Ночь на улице
- Микеле Брага и Эмануэле Босси — Странность
- Дэниэл Норгрен — Восемь гор
- Франко Пьерсанти — Засуха

### Лучшая оригинальная песня
- Proiettili(музыка Джоан Тиле, Элиза  Тоффоли и Эмануэле Трилья, текст и перевод Элоди и Джоан Тиле) — Ti mangio il cuore
- Se mi vuoi (музыка, слова и интерпретация Диодато) — Diabolik — Ginko all’attacco!
- Caro amore lontanissimo (музыка Серджио Эндриго, текст Риккардо Синигалья, исполнен Марко  Менгони) — Il colibrì
- Culi culagni (музыка Стефано Боллани, текст Luigi Malerba и Стефано Боллани, исполнен Стефано Боллани) — Il pataffio
- La palude (музыка и текст Никколо Фальсетти, Джеймс Пири, Алессио Риччиотти и Франческо Турбанти, исполнен Франческо Турбанти, Эмануэле Линфатти и Маттео Креатини) — На всю катушку

### Лучшая художественная постановка
- Джада Калабрия и Лоредана Раффи — Странность
- Андреа Касторина, Марко Мартуччи и Лаура Казалини — Ночь на улице
- Марта Маффуччи и Каролина Феррара — Повелитель муравьёв
- Тонино Дзера, Мария Грация Скириппа и Марко Баньоли — Тень Караваджо
- Массимилиано Ноченте и Марселла Галеоне — Восемь гор

### Лучший художник по костюмам
- Мария Рита Барбера — Странность
- Массимо Кантини Паррини — Кьяра
- Дарья Кальвелли — Ночь на улице
- Валентина Монтичелли — Повелитель муравьёв
- Карло Поджиоли — Тень Караваджо

### Лучший визаж
- Энрико Якопони — Ночь на улице
- Федерико Лауренти и Лоренцо Тамбурини — Данте
- Паола Гаттабрузи и Лоренцо Тамбурини — Лучшая жизнь
- Эсме Сциарони — Повелитель муравьёв
- Луиджи Рокетти — Тень Караваджо

### Лучшие причёски
- Дезире Корридони — Тень Караваджо
- Альберта Джулиани — Ночь на улице
- Саманта Мура — Повелитель муравьёв
- Даниэла Тартари — Необъятность
- Руди Сифари — Странность

### Лучший монтаж
- Франческа Кальвелли в сотрудничестве с Клаудио Мизантони — Ночь на улице
- Симона Паджи — Повелитель муравьёв
- Эсмеральда Калабрия — Странность
- Нико Лёнен — Восемь гор
- Якопо Куадри — Ностальгия

### Лучший звук
- Восемь гор
- Ночь на улице
- Повелитель муравьёв
- Странность
- Ностальгия

### Лучший визуальные эффекты
- Марко Джераситано — Засуха
- Алессио Бертотти и Филиппо Робино — Дампир
- Симоне Сильвестри и Вито Пичиненна — Дьяволик 2: Гинко атакует!
- Массимо Чиполлина — Ночь на улице
- Родольфо Мильяри — Восемь гор

### Лучший документальный фильм
- Il cerchio, режиссёр Софи Кьярелло
- In viaggio, режиссёр Джанфранко Рози
- Kill me if you can, режиссёр Алекс Инфашелли
- La timidezza delle chiome, режиссёр Валентина Бертани
- Svegliami a mezzanotte, режиссёр Франческо Патьерно

### Лучший короткометражный фильм
- Le variabili dipendenti, режиссёр Лоренцо Тарделла
- Albertine Where Are You?, режиссёр Мария Гвидоне
- Ambasciatori, режиссёр Франческо Романо
- Il barbiere complottista, режиссёр Валерио Феррара
- Lo chiamavano Cargo, режиссёр Марко Синьоретти

### Лучший иностранный фильм
- Фабельманы, режиссёр Стивен Спилберг
- Целиком и полностью, режиссёр Лука Гуаданьино
- Элвис, режиссёр Баз Лурман
- Лакричная пицца, режиссёр Пол Томас Андерсон
- Треугольник печали, режиссёр Рубен Эстлунд

### Премия Давида Джовани
- Тень Караваджо, режиссёр Микеле Плачидо
- Бегу к тебе, режиссёр Риккардо Милани
- Лучшая жизнь, режиссёр Франческа Аркибуджи
- Странность, режиссёр Роберто Андо
- Восемь гор, режиссёр Феликс Ван Грунинген и Шарлотта Вандермерш

### Премия «Давид ди Донателло» за жизненные достижения
- Марина Чиконья — карьера
- Изабелла Росселлини
- Энрико Ванзина

### David dello spettatore
- Особый день, режиссёр Массимо Венье — 1 013 812 зрителей